# 용산면 (영동군)
용산면(龍山面)은 대한민국 충청북도 영동군에 있는 면 소재지이다.

## 개요
용산면은 남에서 동북으로 흐르는 금강이 9.8km 길이로 관통을 한다. 경부고속도로 19번국도 관통으로 교통이 편리하며, 공장 입지조건 양호하여, 대규모 산업단지 개발 예정이다.

## 행정 구역
- 가곡리 (佳谷里)
- 구촌리 (九村里)
- 금곡리 (金谷里)
- 매금리 (梅琴里)
- 미전리 (米田里)
- 백자전리 (栢子田里)
- 법화리 (法化里)
- 부릉리 (夫陵里)
- 부상리 (扶桑里)
- 산저리 (山底里)
- 상용리 (上龍里)
- 시금리 (詩今里)
- 신항리 (新項里)
- 용산리 (龍山里)
- 율리 (栗里)
- 천작리 (千作里)
- 청화리 (靑化里)
- 한곡리 (閑谷里)
- 한석리 (閑石里)

## 교육
- 구룡초등학교
- 용문중학교